# Galla (doge)
Galla Gaulo (mieux connu comme Galla Lupanio) est le 5e doge de Venise, élu en 755.

## Biographie
Nous savons peu de chose sur Galla, c'était un fidèle de son prédécesseur Teodato qu'il trahit à l'arrivée des Francs. Il est élu à la place de son ami au moment où il y a trois factions à Venise : la faction pro-byzantine qui soutient une politique étroite avec l'empire, le parti pro-franc favorable à un rapprochement avec les Francs qui sont les ennemis des Lombards et des Byzantins et le parti républicain qui souhaite affirmer son indépendance. Galla était probablement pro-Francs. Au cours de cette période, les Lombards de Didier ne réussirent pas  à reconquérir les terres prises par les Francs. Galla reste doge jusqu'en 756 et subit le même sort que celui auquel il avait condamné son ami : il fut aveuglé et tondu avant d'être chassé.
Selon la tradition, il serait à l'origine de la famille Barozzi.

## Sources
- (it) Cet article est partiellement ou en totalité issu de l’article de Wikipédia en italien intitulé « Galla (doge) » (voir la liste des auteurs).

- (en) Cet article est partiellement ou en totalité issu de l’article de Wikipédia en anglais intitulé « Galla Gaulo » (voir la liste des auteurs).